# Giovanni Garzia Millini
Giovanni kardinal Garzia Millini, italijanski rimskokatoliški duhovnik, škof in kardinal, * 1562, Firence, † 2. oktober 1629.

## Življenjepis
1. junija 1605 je bil imenovan za naslovnega škofa Colossae in 20. junija imenovan za apostolskega nuncija v Španiji (s tega položaja je odstopil 22. maja 1607).
11. septembra 1606 je bil povzdignjen v kardinala.
Med 7. februarjem 1607 in 27. junijem 1611 je bil škof Imole.
Od 20. avgusta 1629 je bil škof Frascatija.